# خوانان انتروسنا
خوانان انتروسنا (انگلیسی: Juanan Entrena؛ زادهٔ ۱۹ مهٔ ۱۹۹۶) بازیکن فوتبال اهل اسپانیا است.
از باشگاه‌هایی که در آن بازی کرده‌است می‌توان به باشگاه فوتبال اسپانیول و باشگاه فوتبال بارسلونا اشاره کرد.